# Đurđic (Kőrös)
Đurđic falu Horvátországban Kapronca-Kőrös megyében. Közigazgatásilag Kőröshöz tartozik.

## Fekvése
Köröstől 4 km-re délkeletre fekszik.

## Története
1857-ben 290, 1910-ben 429 lakosa volt. Trianonig Belovár-Kőrös vármegye Körösi járásához tartozott. 2001-ben 283 lakosa volt.

## Nevezetességei
Szent György tiszteletére szentelt temploma a 17. században lett plébániatemplom. A támpillérekkel megerősített elülső harangtorony ebből az időből maradt fenn. 1704-ben a Szent Borbála kápolnával bővítették, majd később sekrestyét is építettek hozzá. A 18. század végén a templomot ismét bővítették és csehsüveg boltozattal boltozták be, a keskeny, négyzet alaprajzú szentély pedig sekély, lekerekített apszist kapott. A plébániaház a 19. század közepén épült, 1985-ben lebontották, és újat építettek helyette.